# Colucianistas

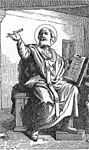
Luciano de Antioquía (c. 240 — 7 de enero de 312).

Los colucianistas fueron los discípulos de Luciano de Antioquía, quien fue director de la Escuela de Antioquía.

## Discípulos
Entre ellos, los más destacados fueron: Arrio, famoso por el conflicto que generó en torno a la doctrina de la trinidad en los primeros siglos de nuestra era; Eusebio de Nicodemia; Teognis de Nicca; Maris de Calcedonia; Leoncio de Antioquia; y Asterio el Sofista.
El término colucianistas era usado por los hombres que apoyaron el arrianismo para llamarse unos a otros: todos ellos, en su inmensa mayoría, fueron discípulos de Luciano, por lo que sus principales doctrinas fueron fundamentalmente origenista.